# Ervil LeBaron
Ervil Morrell LeBaron, född 22 februari 1925, död 16 augusti 1981, var polygamist och ledare för mormonsekten Guds Lamms Kyrka. LeBaron beordrade avrättningar av många motståndare, med hänvisning till läran om blodsoffer, och kallades i internationell press för "Mormon Manson". Han hade 13 fruar. Flera av dem hade han äktat som minderåriga.

## Bakgrund
Efter att den största mormonkyrkan, Jesu Kristi Kyrka av Sista Dagars Heliga, förbjudit månggifte 1890, flyttade en del mormoner som fortsatte utöva månggifte till Mexiko. En av dem var Alma Dayer LeBaron, Sr, som flyttade med sin familj till Chihuahua i norra Mexiko 1924 och startade kollektivet "Colonia LeBaron". När han dog 1951 tog hans son Joel LeBaron över ledarskapet. Vid ett besök i Salt Lake City registrerade Joel där ett nytt samfund under namnet De Förstföddas Kyrka i Ändens Tid med sig själv som ledare. Hans bror Ervil blev snart andremannen i organisationen som kom att ha medlemmar både i Utah och Baja California.

## Guds Lamms kyrka
Efter en dispyt mellan bröderna 1972 grundade Ervil LeBaron sin egen kyrka, Guds Lamms kyrka, och samma år beordrade han mordet på sin bror Joel i Mexiko. Ledarskapet över kyrkan i Baja togs då över av den yngre brodern Verlan LeBaron, som Ervil kom att försöka döda under de följande åren. Ervil åtalades och dömdes i Mexiko 1974 för mordet på Joel men blev sedan frisläppt på grund av en formalitet. 
LeBaron började snart sikta in sig på ledare för andra polygamistgrupper. Han beordrade mordet på Bob Simons 1975 och 1977 beordrade han mordet på Rulon C. Allred, ledare för Apostolic United Brethren. Mordet utfördes av LeBarons trettonde fru, Rena Chynoweth och en annan kvinna, Ramona Marston. Chynoweth blev frikänd för mordet men erkände det senare i sin självbiografi, The Blood Covenant. LeBaron beordrade också mord på medlemmar i sin egen grupp. Hans tionde fru, Vonda White, dömdes för mordet på Dean Grover Vest, en av LeBarons hejdukar, som försökt lämna kyrkan. LeBaron antas också ligga bakom sin 17-åriga dotter Rebeccas död. Rebecca var gravid med sitt andra barn och hade för avsikt att lämna sekten. 
Ervil LeBaron arresterades av polisen i Mexiko den 1 juni 1979 och utlämnades till USA där han dömdes för att ha beordrat mordet på Allred. Han dömdes 1980 till livstids fängelse och dog i fängelset den 16 augusti 1981. Verlan, den bror han länge försökt mörda, dog tio dagar senare i en bilolycka. Innan Ervil LeBaron dog hann han använda tiden i fängelset för att skriva en 400 sidor lång "bibel" som bland annat innehöll budskap om att döda olydiga medlemmar och en lista på folk som skulle dö. Flera exemplar trycktes upp och distribuerades, vilket har lett till flera mord även efter LeBarons död. Tre mord utfördes av LeBarons anhängare samtidigt klockan 16.00 den 27 juni 1988.

## I populärkultur
En TV-film om Ervil LeBaron och hans kyrka, Prophet of Evil: The Ervil LeBaron Story, gjordes 1993, med Brian Dennehy i rollen som LeBaron och med William Devane som en polis som försöker få fast honom. 